# Philippe Le Marrec
Pour les articles homonymes, voir Le Marrec.
Philippe Le Marrec, né à Paris en 1950, est un journaliste et un auteur français de roman policier.

## Biographie
Journaliste de formation, il entre à France 3 où il travaille comme reporter avant de devenir rédacteur en chef, puis directeur délégué chargé du secrétariat général de la rédaction nationale de France 3. Il est également secrétaire général de l’association Francophonie sans frontières.
Dans les années 1980, il signe deux romans policiers pour la collection Spécial Police au Fleuve noir. En 1993, il remporte le prix du roman policier de Cognac pour Tout abus sera puni.

## Œuvre

### Romans policiers
- Autopsie d’un carnage, Paris, Fleuve noir, coll. Spécial Police no 2054, 1987
- En attendant l’aurore, Paris, Fleuve noir, coll. Spécial Police no 2066, 1987
- Tout abus sera puni, Paris, Librairie des Champs-Élysées, Le Masque no 2123, 1993
- Les Marchands du temple, Paris, Éditions Nuits blanches, coll. Policier, 2010
- Fournaise , Rennes, Coëtquen Editions,  Policier, 2017

### Autre roman
- L’adolescence est en enfer, Paris, Éditions de la Pensée universelle, 1974

### Court métrage
- Par amour ou par dignité, 1972

## Prix et distinctions
- Prix du roman policier de Cognac 1993 pour Tout abus sera puni[1]